# Enregistrement magnétique
 (janvier 2016).
Si vous disposez d'ouvrages ou d'articles de référence ou si vous connaissez des sites web de qualité traitant du thème abordé ici, merci de compléter l'article en donnant les références utiles à sa vérifiabilité et en les liant à la section « Notes et références ».
L'enregistrement magnétique est un mode d'enregistrement du signal électrique.
Un enduit contenant une grande quantité de petits cristaux capables d'aimantation rémanente, souvent un oxyde de fer, recouvre le support de l'enregistrement. L'entrefer d'un électroaimant circule au ras de l'enduit, imposant une direction au magnétisme des cristaux. La variation du signal dans le temps provoque donc une variation d'aimantation dans l'espace. Quand un bobinage similaire à l'électroaimant passe au même endroit et à la même vitesse, la variation de l'aimantation provoque, comme dans un alternateur ou une dynamo mais avec une très faible puissance, une force électromotrice dans le circuit. Un amplificateur électronique permet de reconstituer un signal analogue à celui de l'enregistrement.

## Enregistrement magnétique analogique

Tête d'enregistrement et lecture de cassette audio.

Chacun des cristaux magnétiques n'a que deux états possibles d'aimantation, soit dans un sens, soit dans l'autre. Pour enregistrer un signal analogique, il faut un grand nombre de cristaux, dont l'aimantation rémanente sera statistiquement proportionnelle au signal.
Pour enregistrer un signal électrique analogique sans trop de distorsion, on ajoute, à l'enregistrement, un fort signal de pré-magnétisation, à une fréquence supérieure à la plus haute fréquence du signal. De cette façon, on s'assure que les cristaux magnétiques sont polarisés de façon neutre quand le signal utile est proche de zéro. Ce signal sert aussi pour l'effacement préalable à tout nouvel enregistrement.
Bien que les électroaimants puissent fonctionner en écriture et en lecture, on obtient de meilleurs résultats en fabriquant des « têtes » spécialisées, pour la lecture et pour l'enregistrement.
Comme l'efficacité de la conversion du signal en aimantation des cristaux magnétiques dépend de la fréquence, on applique une correction, amplifiant plus les fréquences élevées à l'enregistrement, et moins à la lecture.

## Enregistrement magnétique logique

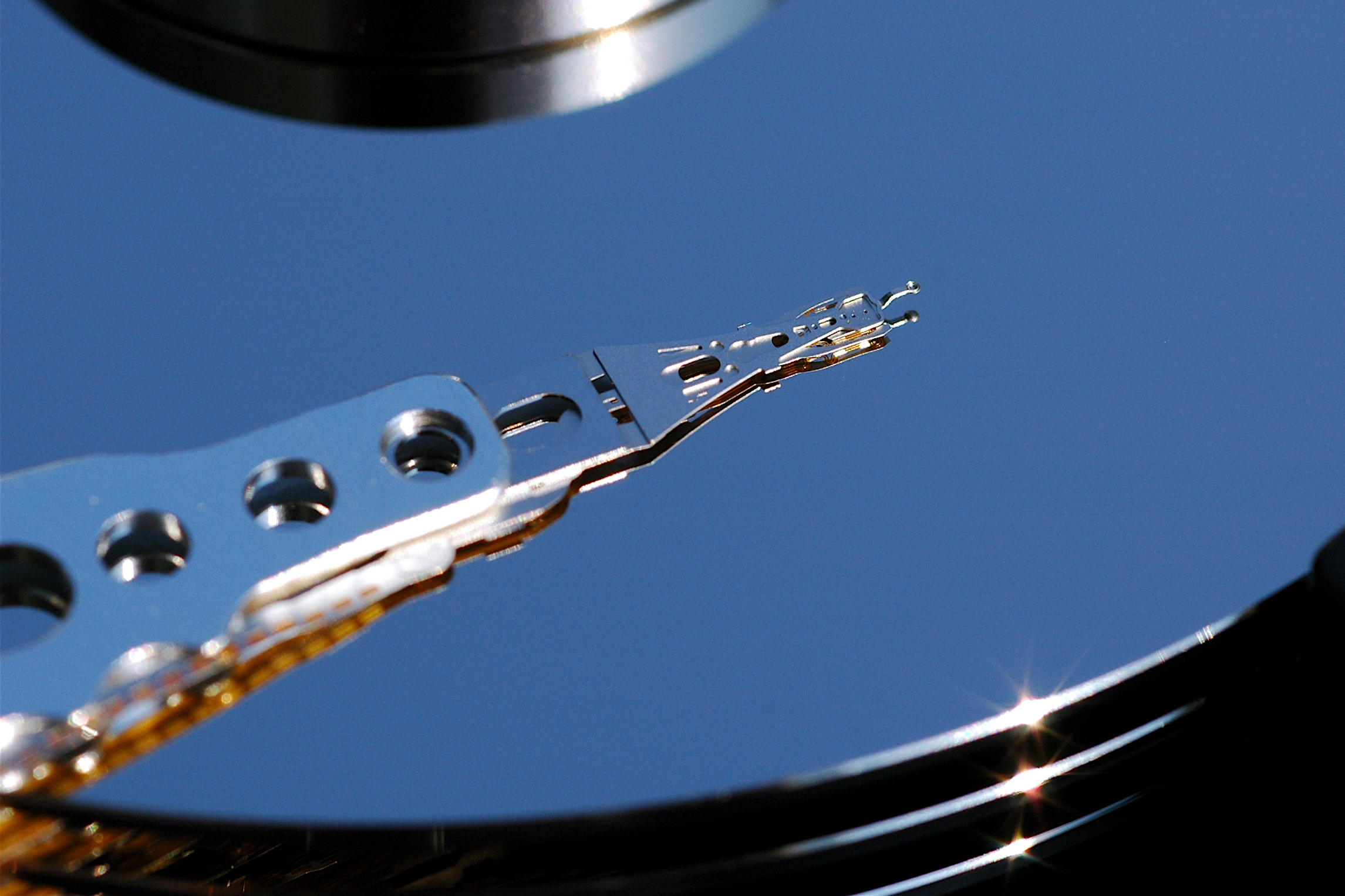
Disques d'enregistrement superposés, avec la tête de lecture supérieure, dans un disque dur.

Les appareils numériques enregistrent leurs données sous forme logique : chaque élément d'information n'a que deux états possibles, ce qui permet de réduire fortement la taille des aimants.

## Supports de l'enregistrement magnétique
- Bande magnétique ;
- disques magnétiques : disque dur, disquette